# Zosime (historien)
Pour les articles homonymes, voir Zosime.
Zosime est un historien grec ayant vécu à la fin du Ve siècle et au début du VIe siècle, auteur de l'Histoire nouvelle consacrée aux derniers siècles de l'Empire romain d'Occident. C'est une source historique particulière, Zosime étant un païen antichrétien avec des convictions plus prononcées que celles des historiens qui lui sont contemporains.

## Biographie
Les indications concernant Zosime ne proviennent que de son œuvre et des informations limitées du codex de Photios.
Né vraisemblablement autour de l'an 460, Zosime a vécu à Constantinople (contrairement à Eunape) sous les règnes de Zénon et d'Anastase Ier.
Il a été fonctionnaire du trésor impérial, sans doute à Constantinople, et possédait le rang de « comes » (comte). Par déduction, les historiens estiment qu'il a rédigé son œuvre après avoir exercé ses fonctions, dans les années 500-520. L'indice le plus probant étant que Zosime félicite l'abolition récente du chrysargyre par Anastase, en 498, il écrivit aux alentours de cette date. Sa biographie reste inconnue
Son récit prouve par ailleurs qu'il était un païen très marqué à une époque où le christianisme était protégé par l'empereur.

## L'œuvre:Histoire nouvelle
L'œuvre de Zosime, intitulée Histoire nouvelle (Ίστορία νέα en grec), fut écrite au début du VIe siècle. Le comte du fisc s'attache à retracer les causes de l'apogée et la décadence de Rome. Zosime prétend prendre exemple sur Polybe de Mégalopolis, qui a étudié les origines de la puissance et de la splendeur de l'Empire romain : il propose à son tour de montrer avec la même exactitude les événements qui ont amené la dégradation et le déchirement de l'Empire et préparé sa ruine, il devait étendre l'Histoire au moins jusqu'à 476 ou son époque.
Ce sujet devait être développé dans son dernier livre dont il n'existe plus que les premières pages. Visiblement il fut rédigé de manière rapide, la fin est abrupte, il est peu probable que ce soit une lacune ou une perte (déjà constatée par Évagre le Scolastique et Photios). On suppose que Zosime est mort ou un autre événement empêcha la rédaction, et que ce que nous avons de l'Histoire Nouvelle ne devait être que la moitié du projet initial, selon des allusions de Zosime. Comme les historiens antiques, tel Tite-Live, Dion Cassius ou Ammien Marcellin, la période historique est traitée de manière plus détaillée si l'auteur est contemporain des événements. 
L'Histoire nouvelle est constituée de six livres. On y trouve en quelques endroits des lacunes plus ou moins longues et des erreurs de copiste, comme des confusions entre des noms propres, ou des chiffres manifestement erronés, comme au sujet de la victoire remportée par Julien sur les Alamans, près de Strasbourg : l'historien écrit que 60 000 de ces derniers restèrent sur le champ de bataille et qu'il en périt autant dans le Rhin. Si l'auteur a ainsi décuplé un nombre, il a pu laisser d'autres erreurs dans son manuscrit. De manière générale, la critique historique trouve Zosime médiocre, loin de son modèle, Polybe, avec des lacunes géographiques et quelquefois des erreurs de transcriptions de mots latins sur certaines charges.
Les sources de Zosime divisent les historiens. Pour le premier livre, elle est incertaine, bien que des hypothèses supposent y voir Dexippe ou Polybe. Ensuite, il semble que Zosime dépend uniquement d'Eunape (dont l'Histoire Universelle s'arrête en 404) pour la grande majorité de l'ouvrage et d'Olympiodore de Thèbes (il change à V, 26) pour la partie postérieure à 406. Dès le changement de source, Zosime utilise plus de mots latins et est centré en occident. On le décrit comme passif face à ses sources : il ne s'en écarte jamais, y compris lors des digressions, et ne cherche à combler les manquements et imprécisions ; lorsqu'il changea de source, la période de 404 à 406 n'est pas abordée, ne trouvant pas de substituts. Il n'est pas exclut que pour certaines données, Zosime utilise une autre source. Les écrits sur la décadence de l'empire romain proviennent cependant de Zosime, peut-être influencé à travers Eunape par une source latine païenne,,.
La particularité du récit est son paganisme vigoureux. Zosime nous apprend à ce sujet que le christianisme ne s'est pas encore imposé dans l'ensemble de l'Empire romain, le paganisme s'étant maintenu assez longtemps dans les villages après son extinction dans les villes. Il assume plus clairement sa croyance et son opposition au christianisme face aux plus réservés Ammien Marcellin, l'auteur anonyme du De viris illustribus urbis Romae et le rédacteur de l'Histoire Auguste qui lui est plus dans l'humour (parodie de la correspondance de Saint-Jérôme)

### Structure de l'Histoire
- Le Livre Premier, après un très rapide survol de l'histoire de la Grèce antique et de la période républicaine de Rome, commence en fait avec Auguste, mais les empereurs des deux premiers siècles sont tout juste énumérés. Le récit ne prend vraiment corps qu'à partir du IIIe siècle, fournissant notamment des détails sur les incursions germaniques et les campagnes d'Aurélien contre Palmyre.
- Le récit du livre Premier s'interrompt durant le règne de Probus, omet ceux de Carus et de ses fils (284), et le livre II reprend après une lacune par une digression sur les Jeux séculaires puis se poursuit à partir de l'abdication de Dioclétien (305) jusqu'à la veille de l'élévation de Julien à la dignité de César[13]. La lacune concernant Dioclétien et la tétrarchie entre 284 et 305, dont il nous reste des fragments de Jean d'Antioche, est probablement l'acte d'un lettré chrétien qui aurait arraché cet extrait, probablement une réaction marquée par les persécutions des empereurs, que Zosime a dû probablement approuver[14],[15].
- Le livre III narre le règne de Julien, d'abord César puis Auguste, et celui de Jovien (355-364).
- Le livre IV raconte les années 364-395 (Valentinien Ier, Valens, Gratien, Valentinien II, Théodose Ier). À partir de 376-378, la narration est défectueuse avec plusieurs lacunes et événements sautés, il est probable qu'Eunape fut confronté à un manque de source de qualité, probablement Nicomaque Flavien dont les Annales s'arrêtèrent à ce moment, cela se répercutant sur Zosime[16].
- Le livre V met en scène les événements d'Orient de 395-404 et ceux d'Occident de 407- 409. Un folio à V, 22 fut soigneusement découpé et manquant, probablement pour les mêmes raisons que la lacune de la tétrarchie[17].
- Le livre VI et dernier, très bref et inachevé, englobe le récit des événements de quelques mois, de 409 à l'été 410, et s'interrompt peu avant le sac de Rome par Alaric.

### Le témoignage sur la fin d'un monde
Bien que la conclusion de son ouvrage nous manque, on suppose que Zosime illustre la chute de l'Empire par les ravages des Goths, poussés par les Huns, et par l'occupation de l'ancienne capitale, Rome, par les Barbares. 
Tout au long de son récit, Zosime estime que la dégradation de la situation est due à deux causes principales :
- La négligence de Constantin, davantage préoccupé par son faste et ses plaisirs que par la sûreté des provinces frontières, dont il retira les garnisons, et par la prospérité de l'État, auquel il porta un coup funeste en transférant le siège impérial à Byzance. Le mal s'était aggravé sous Constance II, et Julien eut à peine le temps d'en réparer les effets ;
- La protection accordée à un culte nouveau, le christianisme, et l'abandon des dieux auxquels les Romains devaient depuis si longtemps leur gloire et leur prospérité.

Ces conclusions sont influencées par les convictions de Zosime, sans doute l'un des derniers auteurs païens. Son texte révèle par ailleurs qu'il n'hésitait pas à accorder foi aux prodiges, aux oracles, aux causes surnaturelles, bien que ce point de vue fût habituel chez de nombreux auteurs de la fin de l'Antiquité.

### Postérité
Des historiens font pourtant valoir qu'en raison des risques qu'encourait Zosime à l'époque des empereurs chrétiens, son ouvrage n'a pu être connu qu'après sa mort.
Photios dans sa Bibliothèque (codex 98) fit un compte rendu de lecture sur Zosime, sa description correspond à l'ouvrage parvenu, remarque son ton anti-christianisme, le traitant d'impie, et déclara que comme l'Histoire Universelle d'Eunape, il y aurait eu deux versions ou éditions de l'ouvrage de Zosime. Plusieurs savants néanmoins indiquent que Photios a probablement dû mal interpréter le titre, Histoire Nouvelle, qui doit plus être entendu comme l'histoire racontée d'une autre manière ou d'un nouveau genre, et qu'il compara à tort à Eunape, car contrairement à ce dernier, Zosime n'a pas achevé sa chronique.
Vu le caractère anti-chrétien global, la diffusion de l'écrit de Zosime fut limité, cité au Ve siècle pour être refuté. Les témoignages antiques et modernes sont pour la plupart hostiles à Zosime, tel Bossuet, le traitant comme « L'ennemi le plus déclaré du christianisme et des chrétiens » (Défense de l'Histoire des Variations, chap. 7),.
Un seul manuscrit a transmis l'Histoire Nouvelle : le Codex Vaticanus Graecus 156 de la Bibliothèque apostolique vaticane, pendant longtemps conservé en « enfer »,.
L'Histoire Nouvelle peut être complétée avec les fragments des histoires d'Olympiodore ainsi que plusieurs extraits de l'Histoire ecclésiastique de Sozomène et Philostorge.
L'histoire de Zosime fut imprimée d'abord en latin au XVIe siècle, dans une traduction de Leunclavius, avec Procope et d'autres historiens du même temps. Cette version reparut dans l'Histoire d'Auguste, vers 1600. Henri Estienne publia les deux premiers livres en grec, avec la version de Leunclavius, en 1581 et en 1611.
Les six livres, en grec et latin, furent édités en 1590 par F. Sylburg avec la version et l'apologie de Zosime par Leunclavius. Cellarius publia une édition, d'abord des deux premiers livres, puis des six en 1679. Il fut le premier à diviser le texte en chapitres et à y joindre un commentaire. D'autres éditions ont été publiées au XVIIIe siècle, comme celles de Th. Smith et de J.-F. Reitemeier, puis au XIXe siècle. En 1887, L. Mendelssohn put faire une publication à partir du Codex Vaticanus Graecus 156, enfin tiré de l'Enfer de la bibliothèque vaticane. 
La traduction française faite en 1836 par Buchon, jugée assez peu fidèle, est reprise à partir de 1971 par François Paschoud.
On trouve dans les Mémoires de l'Académie des inscriptions (1808) des Observations de Sainte-Croix sur Zosime.

### Éditions modernes
- Histoire Nouvelle, édition et traduction François Paschoud, 3 tomes en 5 volumes, Paris, les Belles Lettres, 1971-1989.

Émilienne Demougeot, « Notes de lecture de la traduction de Fr. Paschoud (tome I, livres I et II) », Revue des Études Anciennes, t. 76, nos 3-4,‎ 1974, p. 373-377 (lire en ligne).